# Вайзенгайм-ам-Берг
Вайзенгайм-ам-Берг (нім. Weisenheim am Berg) — громада в Німеччині, розташована в землі Рейнланд-Пфальц. Входить до складу району Бад-Дюркгайм. Складова частина об'єднання громад Фрайнсгайм.
Площа — 9,21 км2. Населення становить 1698 ос. (станом на 31 грудня 2020).

## Галерея

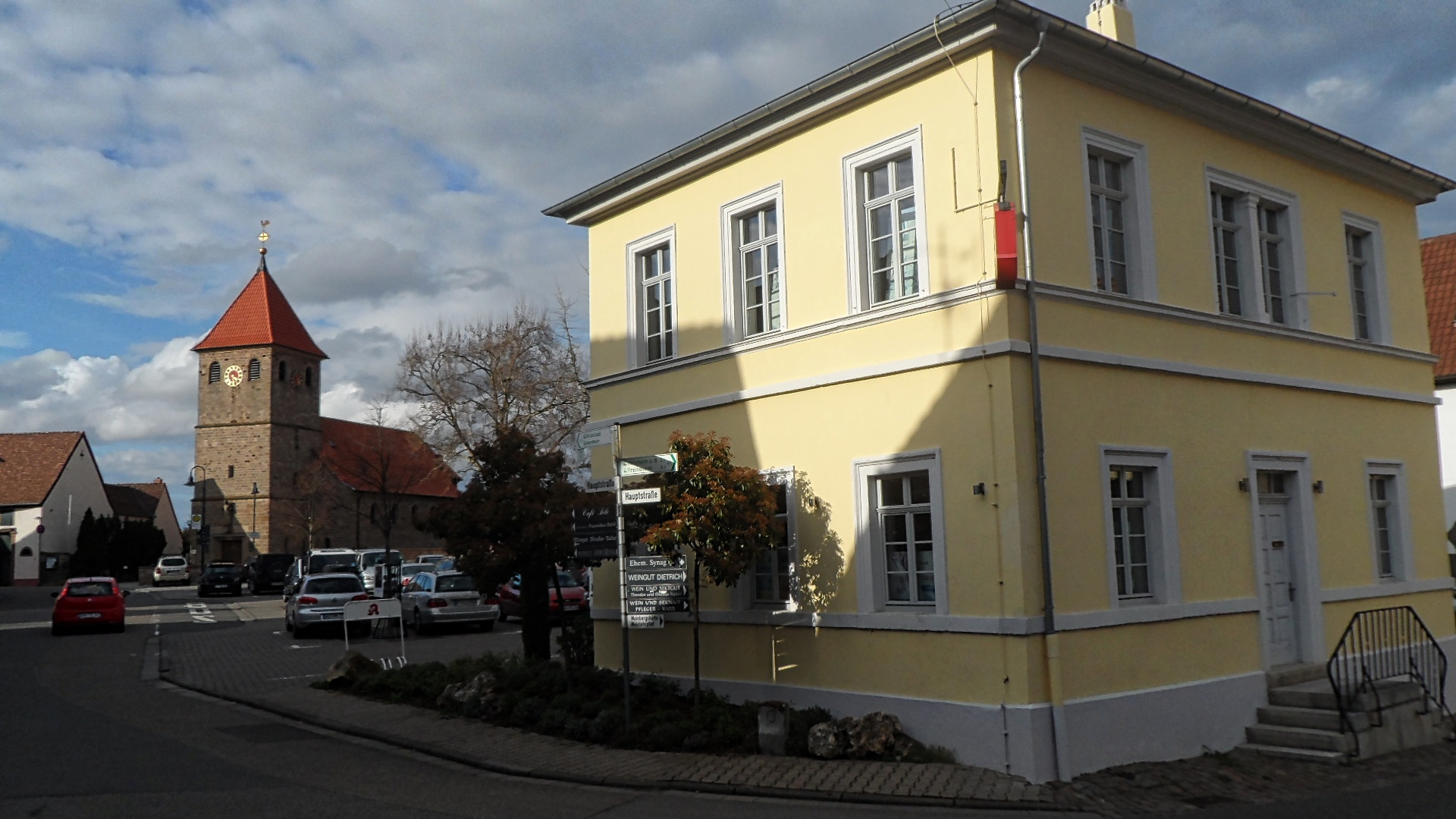
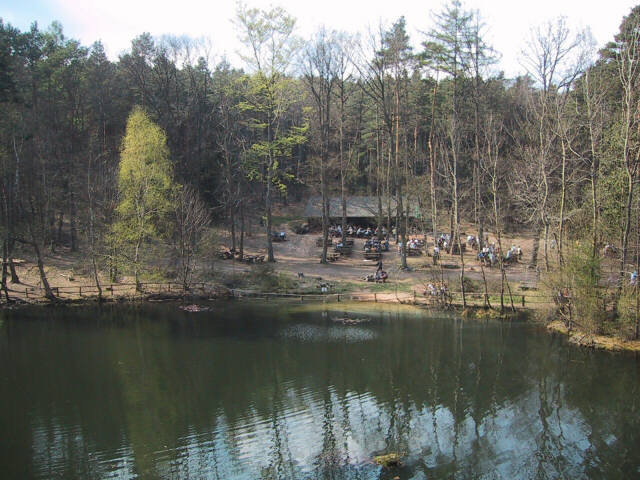